# Žalec
Žalec – miasto w Słowenii, siedziba gminy Žalec. W 2018 roku liczyło 4862 mieszkańców.
Położone jest w dolinie rzeki Savinji, 8 km na zachód od Celje. Stanowi istotny ośrodek piwowarstwa. Jest siedzibą Instytutu Chmielarstwa i Piwowarstwa (słoweń. Institut za hmeljarstvo i pivarstvo) i Muzeum Chmielu (słoweń. Hmeljarski muzej).
Pierwsza wzmianka historyczna o mieście pochodzi z XIII wieku. Z postacią miasta związana jest postać kompozytora Rista Savina, który urodził się tutaj.